# Pelle Ankarberg
Pär-Olof "Pelle" Ankarberg, tidigare Karlsson, född 27 juli 1973 i Motala församling, Östergötlands län, är en svensk artist och låtskrivare. 

## Biografi
Ankarberg sjöng i det svenska soundtracket av Disneys Tarzan. Han sjöng också låten "Han finns i dig" från Lejonkungen 2. Han var även med och skrev melodifestivalsbidragen Mi Amore och Deja Vu som Jenny Pettersson, Velvet framförde i den svenska Melodifestivalen 2006 och Melodifestivalen 2008.
Andra låtar som Pelle Ankarberg skrivit är Heroes med Helena Paparizou, officiell låt 2006 till friidrotts-EM, Tro på kärleken med Carola, Stranded med Agnes och Lever mina drömmar med Shirley Clamp.
Ankarberg har turnerat med flera svenska artister som Carola Häggkvist, Christer Sjögren och Charlotte Perelli.
Sedan 2014 är Ankarberg Kapellmästare för Sveriges största utomhusjulkonsert, O Helga Natt i Örebro.
Ankarberg undervisar också på Örebro Universitet, på Musikproduktionsprogrammet. Pelle är även anställd vid Hannaskolan i Örebro som musiklärare och syv. Hannaskolan är en kristen friskola.